# 菲尔·拉约什
菲尔·拉约什（匈牙利語：Für Lajos，1930年12月21日—2013年10月22日），匈牙利政治人物，曾任国防部长。

## 生平
1930年生于艾吉哈佐什拉多茨。1954年毕业于德布勒森大学，留校任助教。1956年因参加匈牙利革命被校方解雇。1963年大赦后，在匈牙利农业博物馆工作。1971年获历史学副博士学位。1983年获全博士学位。1988年任罗兰大学历史学副教授，1990年升任教授。
1987年参与成立匈牙利民主论坛。1990年当选匈牙利国民议会议员。1990年至1994年，担任国防部长。1994年2月，当选匈牙利最大执政党民主论坛主席，接替病逝的安托尔·约瑟夫。1996年因政党内部分裂辞去党主席职务。
2013年10月22日在布达佩斯逝世。